# غيتار جبريل
غيتار جبريل (بالإنجليزية: Guitar Gabriel)‏ هو مغن مؤلف أمريكي، ولد في 12 أكتوبر 1925 في ديكاتور في الولايات المتحدة، وتوفي في 2 أبريل 1996 في وينستون-سالم في الولايات المتحدة.

## وصلات خارجية
- غيتار جبريل على موقع ميوزك برينز (الإنجليزية)
- غيتار جبريل على موقع ديسكوغز (الإنجليزية)